# Praga BH-44
Die Praga BH-44 war ein tschechoslowakisches Jagdflugzeug der 1930er Jahre.

## Entwicklung
Auf Anregung des Ministeriums für nationale Verteidigung (Ministerstvo národní obrany, MNO) begannen einige tschechoslowakische Flugzeughersteller in den Jahren 1931/1932 mit der Entwicklung eines Jagdflugzeugs für die Luftstreitkräfte des Landes. Neben Avia mit der B-34 und Letov mit der Š-231 beteiligte sich die 1931 gerade neugegründete Flugzeugbausparte des Maschinenbauherstellers Praga mit den beiden von Avia gewechselten Konstrukteuren Pavel Beneš und Miroslav Hajn an der Entwicklung. Sie entwarfen einen klassischen Doppeldecker, der mit zwei synchronisierten Maschinengewehren bewaffnet werden sollte. Der Prototyp startete am 19. Juli 1932 zum Erstflug und wurde mit enttäuschenden Ergebnissen getestet. Zwar verfügte das Flugzeug über gute Flugeigenschaften und eine hervorragende Wendigkeit, doch ließ die Geschwindigkeit aufgrund des schwachen Antriebs zu wünschen übrig. Ein zweiter Prototyp erhielt deshalb ein leistungsgesteigertes ESV-Triebwerk mit 650 PS aus eigener Produktion, das als Besonderheit einen gummigelagerten Wärmeaustauscher besaß. Das Flugzeug wurde 1934 erprobt, aber zu diesem Zeitpunkt zeichnete sich bereits ab, das die Konstruktion nicht mehr zeitgemäß war. Der neue Standardjäger der Luftstreitkräfte wurde denn auch die aus der B-34 abgeleitete B-534 von Avia. Beneš und Hajn verließen 1934 ČKD-Praga und wurden durch Jaroslav Šlechta ersetzt. Er entwickelte als Nachfolgerin die E-45 mit Kestrel-VI-Motor, die gegen Ende des Jahres erschien.

## Konstruktion
Die BH-44 war ein einstieliger, verspannter Doppeldecker mit gestaffeltem Tragwerk und in Gemischtbauweise ausgelegt. Den Rumpf mit ovalem Querschnitt im vorderen Bereich und eckigem im hinteren bildete ein Gerüst aus geschweißten Stahlrohren, dessen Bugsektion bis hin zur Pilotenkabine mit Blech verkleidet und dahinter mit Stoff bespannt war. Die Tragflächen gleicher Spannweite und Tiefe besaßen Holme und Rippen aus Holz und waren mit Sperrholz und Stoff beplankt bzw. verkleidet. Sie waren sowohl untereinander als auch mit dem Rumpf durch N-Stiele verbunden. Nur in der unteren, zweiteiligen Tragfläche befanden sich Querruder; diese waren ausgeglichen. Das Leitwerk war in Normalbauweise ausgeführt, wobei die Höhenflosse aus einem sperrholzbeplankten Holzgerüst bestand und zum Rumpf hin abgestützt wurde. Die Seitenflosse sowie das unausgeglichene Höhen- und Seitenruder bildeten mit Stoff bespannte Stahlrohrkonstruktionen. Die BH-44 war mit einem achsenlosen und nicht einziehbaren Fahrwerk ausgestattet, dessen Haupträder mit aerodynamischen Verkleidungen, Radbremsen und Federbeinen versehen waren und ausgekreuzte Spanndrähte zum Rumpf und der Hinterkante der unteren Tragflächen hin aufwiesen. Am Heck befand sich ein Schleifsporn.

## Technische  Daten

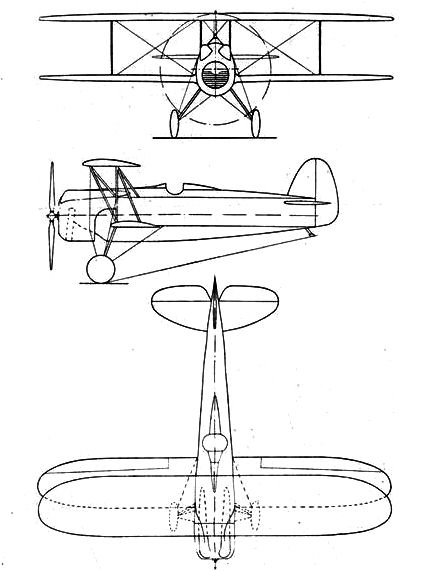
Dreiseitenansicht

| Kenngröße             | Daten                                           |
| --------------------- | ----------------------------------------------- |
| Besatzung             | 2                                               |
| Spannweite            | 9,25 m                                          |
| Länge                 | 7,62 m                                          |
| Flügelfläche          | 23,14 m²                                        |
| Flächenbelastung      | 79,9 kg/m²                                      |
| Leermasse             | 1462 kg                                         |
| Startmasse            | 1837 kg                                         |
| Antrieb               | ein flüssigkeitsgekühlter Zwölfzylinder-V-Motor |
| Typ                   | Praga ESV                                       |
| Nennleistung          | 650 PS (478 kW) bei 2000/min                    |
| Höchstgeschwindigkeit | 330 km/h                                        |
| Marschgeschwindigkeit | 290 km/h                                        |
| Steigzeit             | 5,10 min auf 3000 m Höhe 10 min auf 5000 m Höhe |
| Dienstgipfelhöhe      | 7500 m                                          |
| Flugdauer             | 1,8 h                                           |
| Bewaffnung            | zwei 7,92-mm-MG ČZ vz. 30 sechs 10-kg-Bomben    |